# Ticha Penicheiro
Ticha Penicheiro, née le 18 septembre 1974 à Figueira da Foz, est une joueuse portugaise de basket-ball, évoluant au poste d'arrière après sa carrière de basketteuse, elle devient agent sportive. Pendant la majeure partie de sa carrière professionnelle elle joue pour les Monarchs de Sacramento. Elle est quatre fois All-Star de la WNBA et est sélectionnée à trois reprises All-WNBA. Considérée comme l'une des meilleures meneuses tous les temps, elle se classe au deuxième rang de tous les temps pour les passes décisives en carrière et a mené la ligue sept fois en passes décisives. Elle a remporté un championnat WNBA avec les Monarchs en 2005 et elle a été intronisée au Women's Basketball Hall of Fame en 2019.

## Biographie

### Jeunesse
Penicheiro est né et a grandi à Figueira da Foz, au Portugal. Penicheiro a joué pour plusieurs clubs professionnels pendant son adolescence, bien qu'elle n'ait joué au niveau senior qu'après avoir joué pour l'équipe de basket-ball de l'université Old Dominion.

## Palmarès, distinctions et records

### Palmarès
- Championne NCAA 1998 avec Old Dominion[3]
- Championne de Pologne 2011
- Championne de France 2005
- Championne WNBA avec les Monarchs de Sacramento (2005)
- Vainqueur de l'Euroligue 2007 et championne de Russie

### Distinctions personnelles
- Meilleure passeuse de l'Euroligue féminine de basket-ball 2001-2002
- Meilleures joueuses des 15 ans de la WNBA[4]
- Sélection des meilleures joueuses des 20 ans de la WNBA[5]
- Meilleur cinq défensif de la WNBA 2008
- Meilleur cinq de la WNBA (1999, 2000)
- Second meilleur cinq de la WNBA (2001)

### Records
Le 31 août 2020, son record WNBA de 16 passes décisives atteint en 1998 et 2002 est brisé par Courtney Vandersloot qui le porte à 18 unités lors d'une victoire 100 à 77 face au Fever de l'Indiana.

## Pour approfondir